# Herb Piwnicznej-Zdroju
Herb Piwnicznej-Zdroju – jeden z symboli miasta Piwniczna-Zdrój i gminy Piwniczna-Zdrój w postaci herbu.

## Wygląd i symbolika
Herb przedstawia w polu błękitnym białego Baranka Bożego, trzymającego białą chorągiewkę, na której widnieje czerwony, krzyż maltański. Wziął się on stąd, iż akt lokacji miasta nad Popradem, w miejscu zwanym Piwniczną Szyją, został wydany w oktawę św. Jana Chrzciciela, którego atrybutem jest właśnie Baranek. Akt wydał Kazimierz Wielki 1 lipca 1348 r.

## Historia
Herb nawiązuje do najstarszej znanej pieczęci miasta pochodzącej z 1565 r.
W czasach zaboru austriackiego (1799) do herbu dodano dwa lwy jako trzymacze i dwie głowy orle pod wspólna koroną, nad tarczą (klejnot?).
Taki herb z modyfikacjami (chorągiewkę z  krzyżem, zastąpiła chorągiewka biało-czerwona) był w użyciu jeszcze w latach 50. XX wieku.
Piwniczna używa herbu w wersji plastycznej zaczerpniętej z wydawnictwa „Miasta polskie w tysiącleciu”. Projekt nowej wersji herbu miasta i gminy Piwnicznej-Zdroju opracowany w 2008 roku przez Wojciecha Drelicharza i Zenona Piecha (opracowanie historyczno-heraldyczne) oraz przez artystę plastyka Barbarę Widłak (opracowanie graficzne), w związku ze zmianą władz miasta nie został wprowadzony w życie.
Flaga miasta bezpośrednio nawiązuje do herbu.